# White Star Line

Прапор компанії White Star Line

White Star Line — британська судноплавна компанія зі штаб-квартирою у Ліверпулі, яка з другої половини ХІХ століття по першу половину ХХ століття була однією із провідних судноплавних компаній у світі з флотом, судна якого мали статус суден королівської пошти. Була широковідомою завдяки своїм суднам «Титанік», «Олімпік», «Британік», «Арменіан».

## Історія
Компанія заснована 1845 року в Ліверпулі Джоном Пілкінгтоном та Генрі Вілсоном. Спеціалізувалася на трансатлантичних та дальніх трансокеанічних перевезеннях. У 1902 році придбана компанією «International Mercantile Marine Company» Джона П. Моргана. У 1910-х роках до флоту компанії ввійшло три судна класу «Олімпік», які були найбільшими в світі на той час. 15 квітня 1912 року компанія втратила найбільший у світі океанічний лайнер «Титанік», в результаті аварії якого загинуло 1 517 пасажирів та членів екіпажу. Після втечі з борта судна співвласника компанії Джозефа Ісмея, загибелі людей та нехтування трагедією надалі компанія втрачала авторитет і позиції на ринку морських перевезень. У 1927 році компанію придбала «Royal Mail Lines». У 1934 році «White Star Line» ліквідована шляхом злиття з «Cunard Line».